# Birsteinius neonominatus
Birsteinius neonominatus är en kvalsterart som först beskrevs av Subías 2004.  Birsteinius neonominatus ingår i släktet Birsteinius och familjen Liacaridae. Inga underarter finns listade.